# Bill Zito
William Francis "Bill" Zito, Jr., född 16 september 1964, är en amerikansk idrottsledare och befattningshavare som är general manager för ishockeyorganisationen Florida Panthers i National Hockey League (NHL) sedan den 2 september 2020. Han har tidigare varit assisterande general manager för Columbus Blue Jackets i NHL samt varit assisterande general manager för deras farmarlag Lake Erie Monsters/Cleveland Monsters mellan 2015 och 2019, där han var med och vinna Calder Cup med farmarlaget för säsongen 2015–2016. Zito blev också utsedd att vara general manager för USA:s herrishockeylandslag i 2018 års världsmästerskap och där USA vann bronsmedalj, han var även med i staben när USA vann brons i världsmästerskapet tre år tidigare.
Innan dess arbetade han som jurist i Chicago i Illinois med tvistemål och juridiska frågor inom sport. 1995 blev han spelaragent och grundade agenturen Acme World Sports, där han företrädde spelare som bland andra Tim Thomas, Tuukka Rask, Kimmo Timonen, Brian Rafalski, John Madden, Andy Greene, Antti Niemi och James Wisniewski.
Han avlade en kandidatexamen vid Yale University och en juris doktor vid University of Wisconsin–Madison. När han studerade vid Yale, spelade han ishockey för deras idrottsförening Yale Bulldogs.

## Statistik
| 1984–1985   | Yale Bulldogs | NCAA        | 1  | 0 | 0 | 0  | 0  | — | — | — | — | — |
| 1985–1986   | Yale Bulldogs | NCAA        | 7  | 1 | 3 | 4  | 4  | — | — | — | — | — |
| 1986–1987   | Yale Bulldogs | NCAA        | 29 | 3 | 3 | 6  | 58 | — | — | — | — | — |
| NCAA totalt | NCAA totalt   | NCAA totalt | 37 | 4 | 6 | 10 | 62 | — | — | — | — | — |